# ممدوح الشريف
ممدوح الشريف (1304- 1353 هـ / 1885- 1934 م) خطَّاط سوري من روَّاد النهضة الحديثة في فنِّ الخطِّ العربي ببلاد الشام، ويُعَدُّ الرائدَ الدمشقي الأول في فنِّ الخطِّ. اشتَهَر باسم "ممدوح الخطَّاط"، برع وتفرَّد بقواعده وأسهم في تطوير أساليب الخطوط ولا سيَّما الخطِّ الكوفي وخطِّ الثلث. أسَّس مدرسة في الخطِّ العربي ببلاد الشام، ومن أشهر تلامذته بدوي الديراني، وحلمي حباب.

## ولادته وتعلُّمه
وُلد ممدوح الشريف الحسيني المكِّي العقيلي في دمشق، عام 1304هـ/ 1886م، لأسرة دمشقية من الأشراف آل البيت. أحبَّ فنَّ الخطِّ العربي والرسم في وقت مبكِّر من عمره، وكان متذوِّقًا للجمال والفن.
حين قَدِمَ الخطَّاط التركي يوسف رسا إلى دمشق موفدًا من السلطان عبد الحميد ليخطَّ جُدران الجامع الأموي ولوحاته، مع لجنة لترميم المسجد عقب الحريق الذي اندلع فيه عام 1893، لازمه ودرس عليه وأتقن قواعد الثلث والنسخ والديواني، وحصل منه على إجازة بالخطِّ. وذكر أدهم الجندي أنه تعلَّم الخطَّ على الأستاذ رسا أفندي، ففاقه بمدَّة وجيزة.
وتدرَّب أيضًا على يد الخطَّاط موسى الجلبي (الشلبي)، قواعد خطوط الثلث والكوفي بأنواعه والديواني والتعليق والرقعة. وتلقَّى الخطَّ الفارسي (التعليق) عن الخطَّاط مصطفى السباعي، وعن بعض الخطَّاطين الفُرس الذين يمرُّون بدمشق في طريقهم إلى الحج.

## عمله وتعليمه

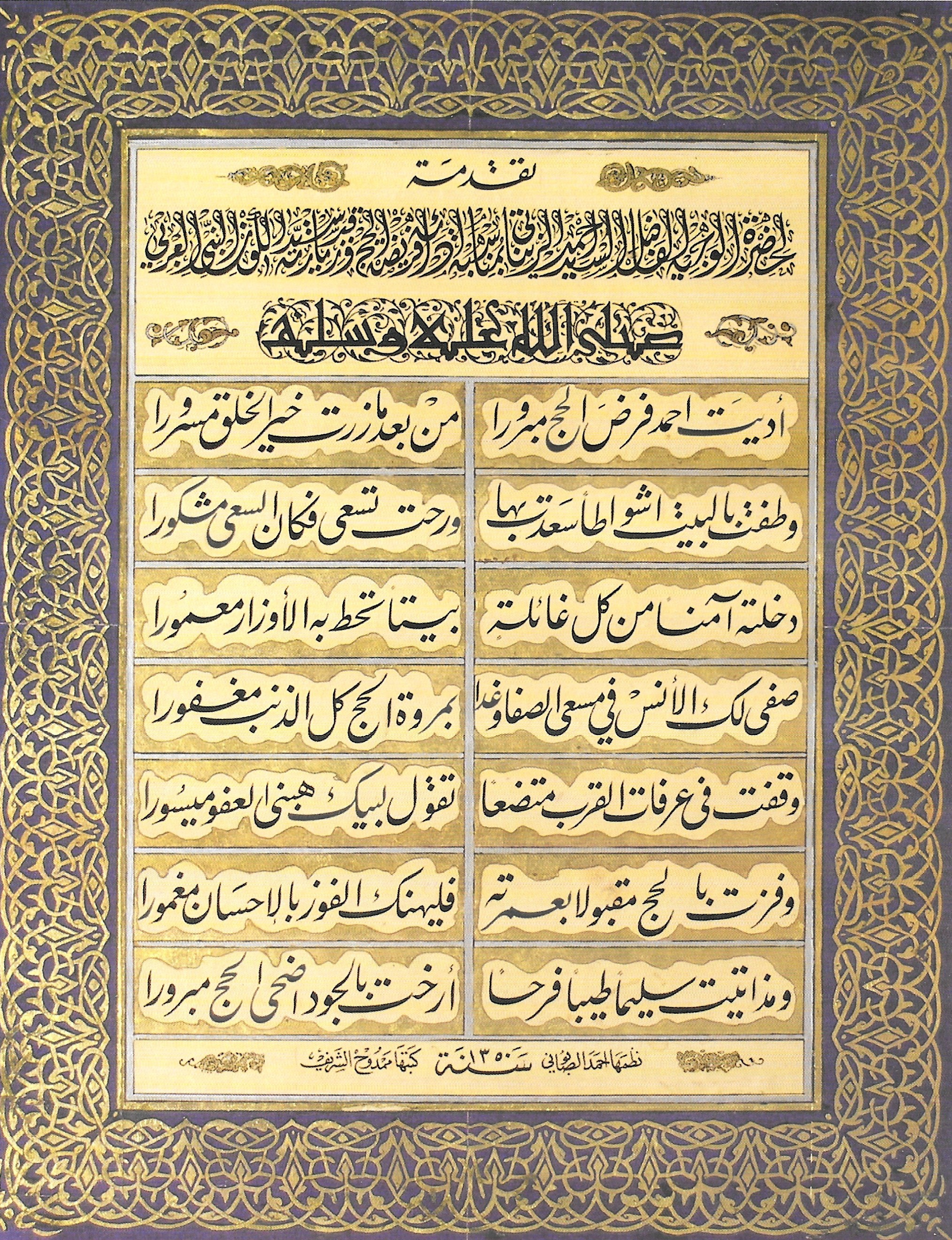
لوحة بخط ممدوح الشريف شعر أحمد الصابوني

احترف العمل في الخط، فافتتح مكتبًا في سوق مدحت باشا تجاه سوق الخيَّاطين، مارس فيه فنون الخطِّ والرسم والإعلان، ودرَّب عددًا من التلاميذ، بعضهم ساعده في عمله. واشتَهَر اسمُه وطُلبت خطوطه من كثير من البلدان العربية، ولا سيَّما العراق والحجاز. وصار أستاذًا لأشهر خطَّاطي زمانه، وترك أثرًا بعيدًا في جيل الخطَّاطين بتجرِبته الإبداعية المميَّزة، وتفرَّد بقواعده في خطِّ الثلث والكوفي، فكان ينظر إلى الفراغ نظرة جمالية، ويتجاوز موازين الحروف من حيثُ الطولُ والقِصَر بحسَب التكوين. وبات أسلوبه الخاصُّ في كتابة الخط الثلث يُدعى "الأسلوب الممدوحي".
أخلص وقته وجهده للخطِّ، وعمل فيه بدأب ونشاط، وكان معطاءً محبًّا لعمله ومتقنًا لفنِّه. وصار له أسلوبه الخاصُّ المتفرِّد في الخطوط والزخارف، وَفق رؤية جديدة اتَّبعها. ودرَّس الخطَّ في مدارس دمشق كالمدرسة الكاملية، والكلية العلمية الوطنية (المدرسة الأهلية المؤسَّسة 1907)، ومدرسة البحصة، ومدرسة الملك الظاهر، ومكتب عنبر، وأنموذج المهاجرين. إضافة إلى عمله خبيرًا للخطوط لدى محاكم دمشق.
شارك في مسابقة في الخطِّ أجراها الملك فؤاد في مصر، وكان من المتفوِّقين فيها.

## تلاميذه
من أشهر من درس على يده وتخرَّج بفنِّه:
- خطَّاطُ بلاد الشام محمد بدوي الديراني الذي لازمه 17 سنة، وصارا صديقين، وعمل معه في المُحتَرَف والتدريس، وتعلَّم منه خطوط الثلث والكوفي والديواني والرقعة والنسخ.
- الخطَّاط حِلمي حبَّاب الذي رافقه في مكتبه حتى وفاته، وأخذ عنه قواعد خطوط الرقعة والثلث والتعليق والنسخ والكوفي بأنواعه والديواني بنوعيه الجلي والرقعي.[7]

## آثاره

### كتب
أصدر مجموعة كُرَّاسات في الخطِّ العربي، في ثلاثينيَّات القرن العشرين.

### لوحات
خلَّف أعمالًا خطِّية إبداعية كثيرة في بيوتات دمشق، ومساجدها (مسجد البصروي)، ومدارسها (المدرسة اليوسفية والمحسنية)، ومجمع اللغة العربية، بمختلِف أنواع الخطوط، وبأساليب متعدِّدة من أحبار وألوان وموادَّ، منها ثلاثة أمثلة:
- اللوحات الثلاث لجمعية الإسعاف الخيري بدمشق، بخط الثلث، منفَّذة بالحجر النافر المذهَّب على خلفية قاتمة، سنة 1349هـ.
- لوحة الآية القرآنية «هل يستوي الذين يعلمون والذين لا يعلمون» بخطِّ التعليق في مسجد الحسَني، المؤرَّخة سنة 1344هـ.
- لوحة «يا حافظ» بخطِّ الثلث في تكوين بيضوي، سنة 1351هـ.[3]

## قالوا عنه
- بيَّن أديب الفقهاء الشيخ علي الطنطاوي مكانته قائلًا: «وممَّن كان عندنا في "مدرسة أنموذج المهاجرين" التي صار اسمها "مدرسة طارق بن زياد"، معلِّمٌ للخطِّ هو أعظم خطَّاط ظهر في هذا القرن، أقرِّر هذا وأنا أعرف أكابر الخطَّاطين: سيِّد إبراهيم، وحسني البابا، ونجيب هواويني، وغيرهم من مصر. ونسيب مكارم وكامل البابا من لبنان، وأعرف بعضَ خطَّاطي العراق. وأشهد أني ما رأيت مثل ممدوح. لقد كان ممدوح الشريف أستاذًا عبقريًّا في الخطِّ، والذي تركه من آثاره شاهدٌ عدل على ما أقول، ومن تلاميذه بدوي الديراني، الخطَّاط العظيم، وليس مثلَه ولا يُدانيه. ومنهم حِلمي حبَّاب، وهو أخي من الرَّضاع. كان ممدوح يبري أقلام القَصَب لأربعين أو خمسين تلميذًا، ويكتب لنا "المشق" لنخطَّ مثله، وكان مقرَّرًا علينا تعلُّم خطِّ الرقعة، والثلث، والفارسي، والديواني، ويصحِّح ما كتبنا، كلُّ ذلك في الحِصَّة وهي أقلُّ من ساعة».[11]
- قال عنه المؤرِّخ الأستاذ أدهم الجندي: «رأيت خطَّاطًا تركيًّا كان مقيمًا بدمشق ثم انتقل إلى حلب، فسألته عن سبب تركه دمشق بعد أن عزم على الإقامة فيها، فقال: إن في دمشق الأستاذ ممدوح الشريف، وأنا لا أستطيع أن أظهَرَ في دمشق ولا غيري من الخطَّاطين، فالأستاذ ممدوح ملأ المحيط وحدَه، ومثلنا يجب أن يبقى سنوات عنده ليستطيعَ عملاً في دمشق، بل إن كل بيروتي أو حلبي أو أردنِّي أو حِجازي أو عراقي يزور دمشق ويرى لوحاتها المدبَّجة بيراعة (ممدوح) لا يُعجبه خطٌّ بعدَه. فمن العراق والحجاز، بل من جميع الأقطار العربية تُطلَب خطوطُه».
- وقال أيضًا: «لم تجد وِزارة المعارف أستاذًا لمدارسها غير ممدوح الشريف، فكان على كثرة مشاغله لا يقصِّر بالذهاب إلى مدارس المعارف ليؤدِّيَ هذه المهمَّة. وقرَّرت الوِزارة أن يكون المعلِّمون اختصاصيِّين، وشكلت لجانًا لفحص من لم يكن من ذوي الاختصاص، وجاء دورُ الشريف، فكتب استدعاءً للوِزارة بثمانيةَ عشرَ نوعًا من الخطوط، طالبًا تعيين لجنة ليتقدَّم إليها للفحص. فأخذ الوزير محمد كرد علي استدعاءه، وطلب إليه أن يكتبَ استدعاء آخرَ، ففعل، وجاء الثاني أبدعَ من الأول جمالًا وتركيبًا، واعتمد الوزير أن يعلِّقَه ضمن إطار، وعرضه على المستشار، فقال: ومن أين لدمشقَ أن يكون فيها لجنة تفحص الذي خطَّ هذا؟ إن هذا الاستدعاء هو فحصٌ مقبول بذاته، وأمر الوِزارة أن تبلغَ الشريف قبوله».[5]
- وصفه الأستاذ عبد الغني العطري بقوله: «كان ممدوح الشريف متواضعًا، حسنَ الأخلاق، رضيَّ النفس، له كثيرٌ من الأيادي البِيض.. جمع ثروةً حسنة من جُهده وعمله، وكان سخيًّا كريمًا، يُعطي باليمين دون أن تشعر الشِّمال، وكان يقدِّم للمستحقِّين والعائلات المستورة المعونات دون حساب».
- كتب عنه الأستاذ ظافر القاسمي في حديثه عن أساتذته في مكتب عنبر: «كان في أيامنا درسٌ لحُسن الخطِّ، اختِير له أبرعُ فنَّان في العالم الإسلامي، هو المرحوم ممدوح الشريف، الذي تزهو الفنون الجميلة باسمه حتى اليوم، وما زالت لوحاته آثارًا يقتنيها أصحابُ الذَّوق السليم. علَّمَنا في الصف السابع، وكان فيه أكثرُ من تسعين طالبًا، وكان يقتضي الطلَّاب ألا يكتبوا إلا بالقلم القَصَب. وقد رأى واجبَه في أن يبريَ هو نفسه لهم أقلامهم، فكان يطوف على التسعين، فلا تكاد تنقضي عشرون دقيقة حتى يكونَ قد أتمَّها، وتلك من مُعجزاته! عرَفتُه في طفولتي في المدرسة الكاملية، قاسيًا على الطلَّاب، وما زالت في أذني اليُمنى آثار من فرك أصابعه. أمَّا في مكتب عنبر، فقد عدَلَ عن الشدَّة الى اللين. فقدَ اسمَ عائلته بين الناس، وغلب عليه اسم (ممدوح الخطَّاط)، فلم يكد يُعرَف إلا بهذا الاسم، ومرَدُّ ذلك إلى تفوُّقه المدهش في الخطوط».[12]

## حياته الشخصية
لم يتزوَّج، وعاش قصَّة حبٍّ لم تكتمل، وانتهت بوفاته!

## وفاته وتأبينه
توفي ممدوح الشريف بدمشق، في إثر إصابته بمرض ذات الرئة، عام 1353هـ/ 1934م، عن زُهاء خمسين عامًا. ودُفن في مقبرة الباب الصغير بجوار ضريح الصحابي بلال الحبشي، ووُضع على شاهدة قبره طربوش، وكتب على الشاهدة تلميذُه حلمي حباب أبياتًا أرَّخ فيها وفاته، آخرها:
وأقام له طلَّابه ورجال العلم والأدب مأتمًا تأبينيًّا حافلًا تبارت به الخطباء بمآثره وعبقريته الفذَّة.

## سجل الصور

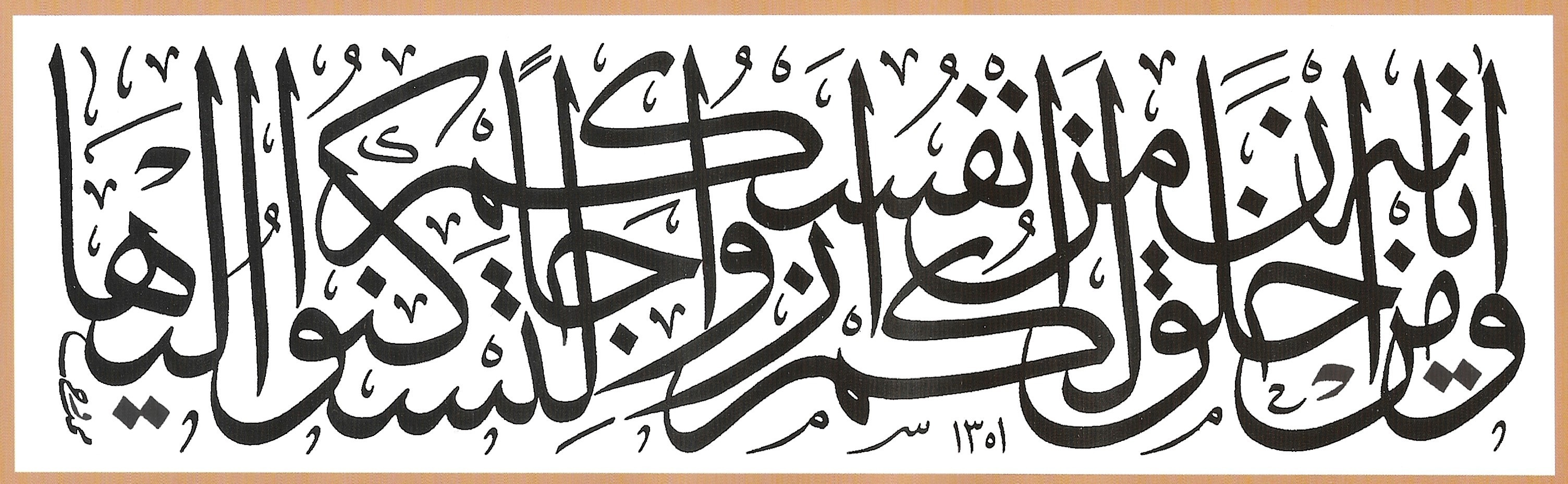
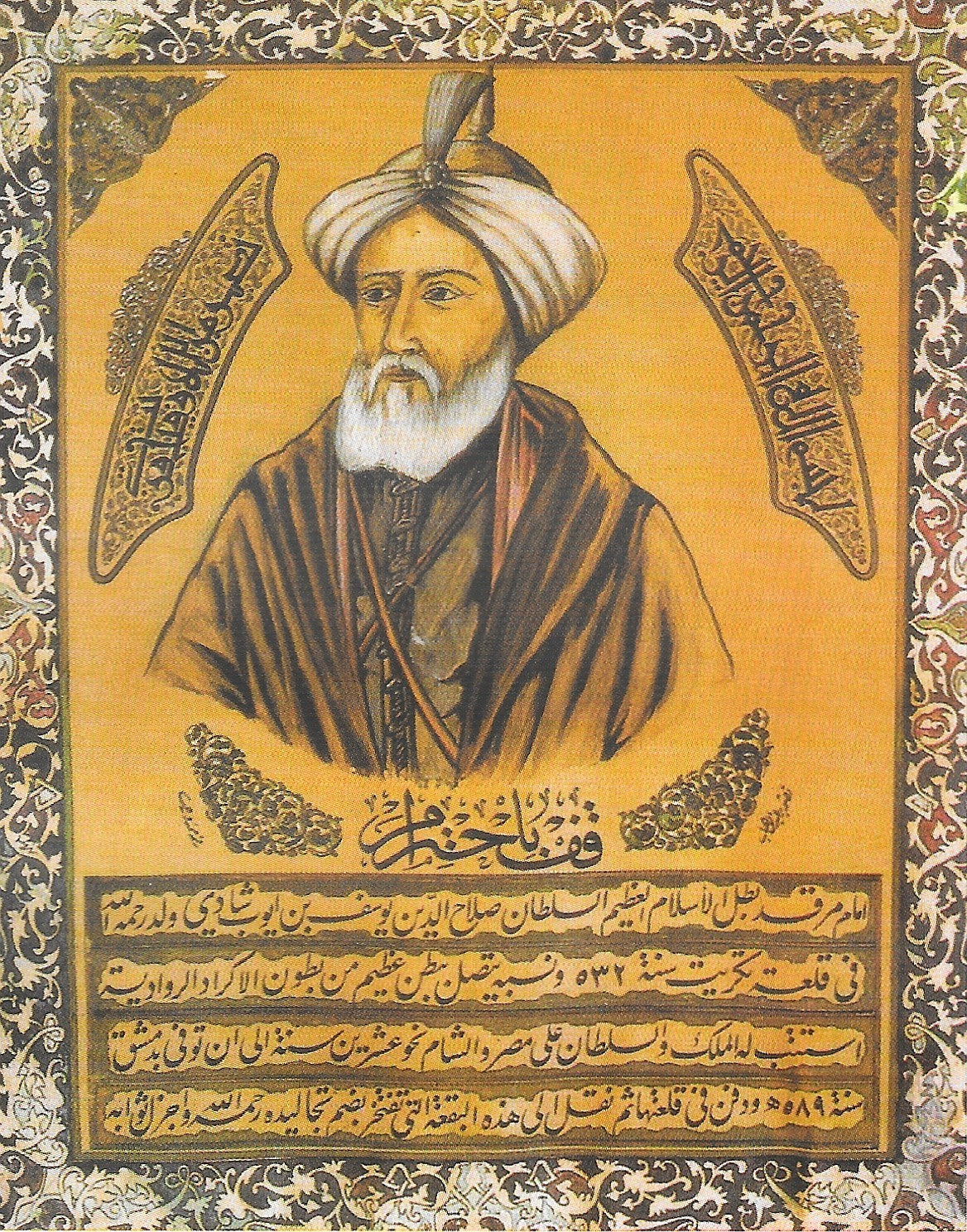
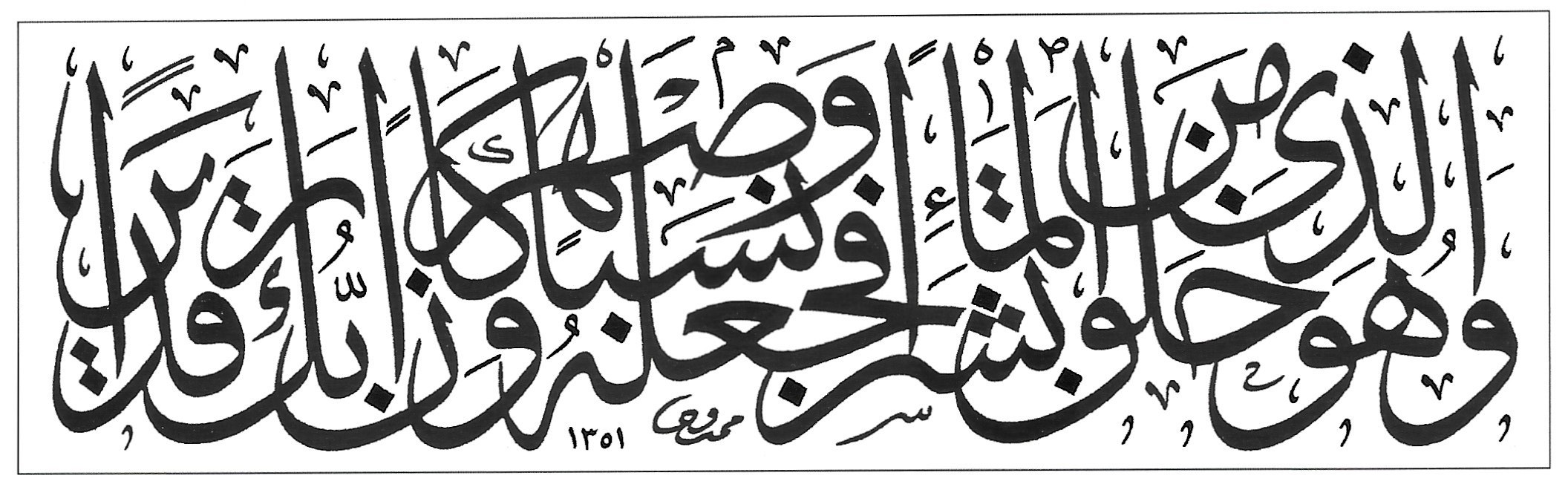
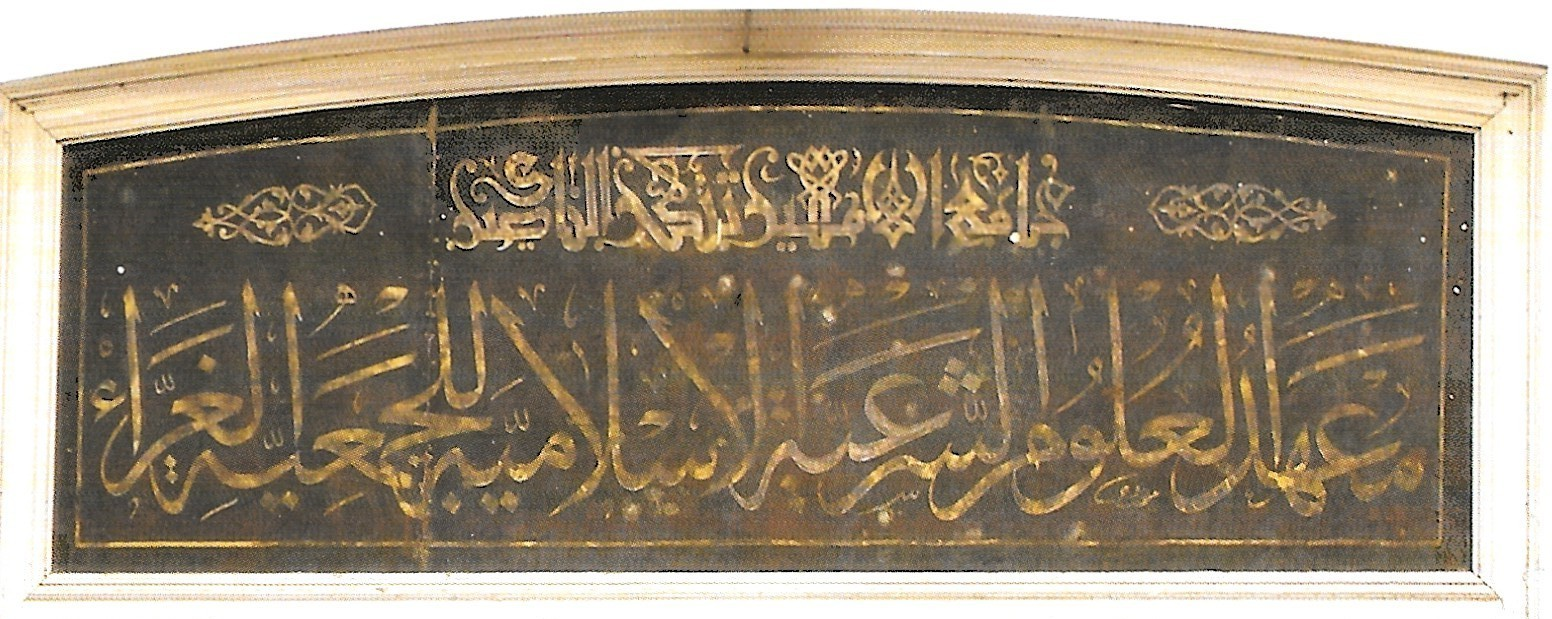
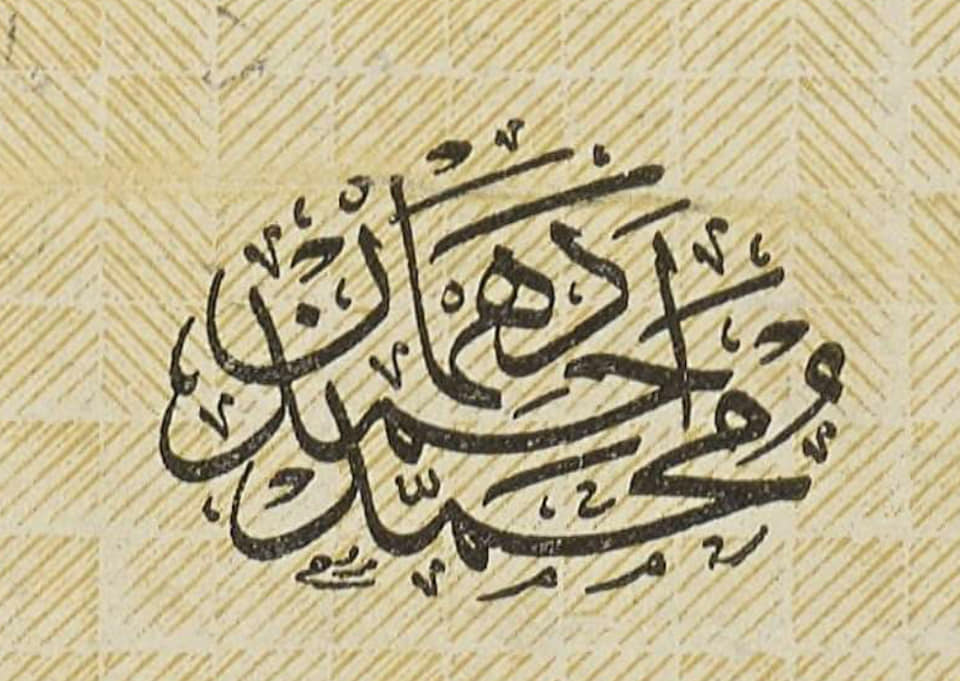
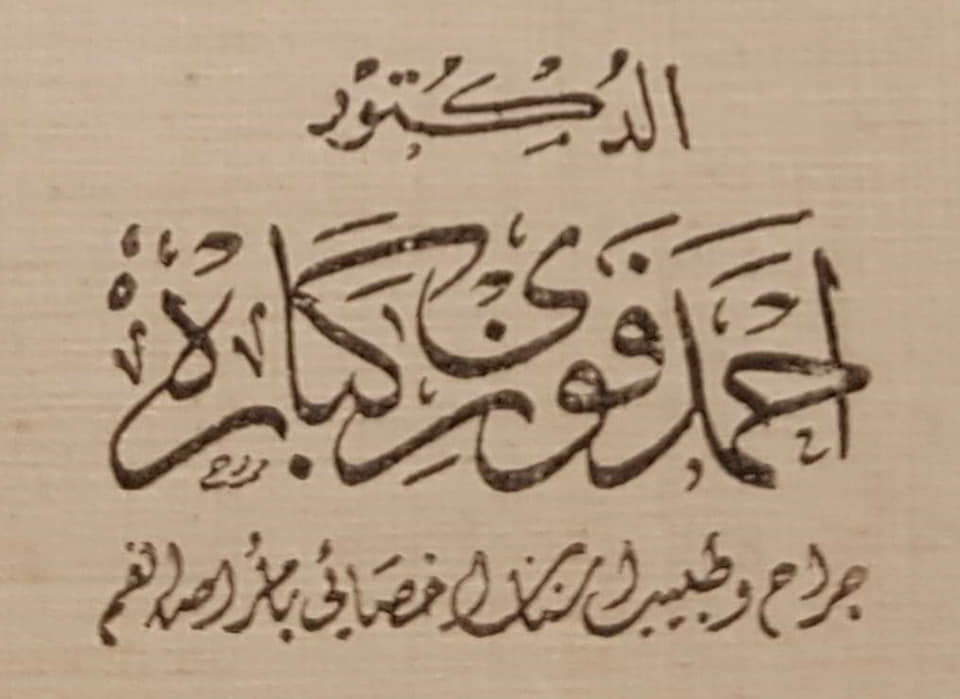

## الملاحظات
1. ↑   في دمشق ثلاث أُسَر باسم "الشريف"، الأولى: الشريف (المكي الشريف) يرجع أصلها إلى مكة، وتُعرف فيها بالمِسكي. والثانية: الشريف (ديار بكر) يرجع أصلها إلى ديار بكر في تركيا. والثالثة: الشريف (الحسَني) يرجع أصلها إلى المغرب، هاجر بعضهم إلى مصر، ومنها قدِمَ جدُّهم إلى دمشق. ويبدو أن ممدوح الشريف من الأسرة الأولى المكيَّة. وانظر تاريخ هذه الأسر في "موسوعة الأسر الدمشقية" للصواف، 2/ 347- 353.
2. ↑  ذكر أدهم الجندي أن وفاته كانت عام 1936.